# Wilhelm Theodor Wegener Nielsen
Wilhelm Theodor Wegener Nielsen (20. oktober 1793 i København – 26. juni 1882) var en dansk officer.
Han var en søn af etatsråd, hofinspektør Mogens Nielsen og Anne Marie Øllegaard født Weisvogt og blev 1804 frikorporal i Husarregimentet og 1807 kornet; på grund af spinkel bygning kom han dog først 1811 til tjeneste ved det Sjællandske Rytterregiment (sekondløjtnant 1809) og kort efter til Prins Frederik Ferdinands Dragonregiment, hvorved han 1813 blev premierløjtnant og adjudant, hvorefter det marcherede til Frankrig som hørende til Auxiliærkorpset. Allerede 1816 avancerede Nielsen til sekondritmester og blev da chef for regimentets 2. Eskadron, medens han i 1818 kom til Fynske Regiment lette Dragoner, hvorved han forblev i en længere årrække, kun afbrudt ved en treårig rejse til udlandet (1827-30). I 1839 blev han major med aldersorden fra 1834 samt eskadronschef, i 1842 oberstløjtnant à la suite og medlem af en kommission angående indkvarteringsvæsenet samt i 1844 kommandør for 4. Dragonregiment og i 1848 karakteriseret oberst.
Da regimentets eskadroner under felttogene 1848 og 1849 var detacherede, kom han ikke til at føre det mod fjenden, men var medlem af en kommission angående Hærens organisation. I 1850 gjorde to af hans eskadroner (Meyer og Buchwald) indhug på insurgenterne ved Stolk under slaget ved Isted. I 1856 udnævntes han til generalmajor og generalinspektør for kavaleriet samt benådedes med Kommandørkorset af Dannebrog, hvornæst han i 1859 fik kommandoen over 2. Kavaleribrigade. I 1863 erholdt han sin afsked fra krigstjenesten, idet der samtidig tillagdes ham generalløjtnants karakter. Han døde 26. juni 1882.
26. august 1830 blev Nielsen gift med Ludolphine Sophie von Leth, datter af byskriver i Aarhus, justitsråd Matthias Christian von Leth.